# Gergely Imre
Gergely Imre, születési és 1900-ig használt nevén Grünwald Imre, névváltozata: Gergely György Imre (Pest, 1868. január 15. – Budapest, Terézváros, 1960. szeptember 12.) festőművész.

## Életpályája
Grünwald Jakab (1827–1909) kereskedő és Streliszky Malvin első gyermekeként született. Tanulmányait 1883 és 1885 között a budapesti Mintarajziskola és Rajztanárképzőben végezte, azután Bécsbe ment, ahol 1885 októberétől 1887 júliusáig az általános festészeti szakosztályban Christian Griepenkerl, majd a tájképfestészeti szakosztályban 1887 októberétől 1888 júliusáig Eduard Lichtenfels tanítványa volt. Innen Münchenbe utazott, s ott Hollósy Simon iskoláját látogatta, majd a Müncheni Képzőművészeti Akadémián Liezen-Mayer Sándor növendéke volt. Miután még Karlsruhéban Hermann Baischnál tanult, hazajött, s a Benczúr-féle mesteriskolában dolgozott. A budapesti Műcsarnokban 1892-ben állított ki először. 1897-ben Lóri című képét az uralkodó vette meg. A tordai országgyűlés című műve 1904-ben került a király tulajdonába. 1908-ban a Törley-plakátpályázaton harmadik díjjal jutalmazták. 1911-ben a Nemzeti Szalonban Vásár a Ferencz József rakparton című képével elnyerte a Törley-díjat. Több alkalommal járt a Földközi-tenger vidékén és ott festette meg a Tuniszi vásár című alkotását, melyet a Műcsarnokban állított ki. A Nemzeti Szalonnak választmányi és alapító tagja, tárlatainak pedig rendes kiállítója volt. Irodalmi tevékenységet is folytatott, cikkei a Művészet című lapban és napilapok hasábjain jelentek meg.
Több alkotása megtalálható a Magyar Nemzeti Galériában.
Első felesége Kántor Zsófia (1870–1918) volt, akivel 1903. február 10-én Budapesten, a Terézvárosban kötött házasságot. 1931. február 21-én Budapesten nőül vette Juranovszky Erzsébetet (1900–?).